# Bernhard Weinschütz
Bernhard Weinschütz (* 19. Dezember 1966 in Speyer) ist ein deutscher Jurist und Politiker (Bündnis 90/Die Grünen). Er war von 2008 bis 2013 Richter am Finanzgericht in Hamburg und ist seit 2013 als Richter am Finanzgericht am Finanzgericht Berlin-Brandenburg tätig. Zuvor war er ab 1995 als Richter in Berlin tätig. Von 1999 bis 2001 gehörte er dem Abgeordnetenhaus von Berlin an.

## Leben und Beruf
Nach dem Abitur studierte Weinschütz Rechtswissenschaften. Er legte 1992 die Erste und 1995 die Große Juristische Staatsprüfung jeweils mit Prädikat ab. Im April 1995 trat er in den allgemeinen Justizdienst des Landes Berlin ein und war zunächst als Amtsrichter bei den Amtsgerichten Tempelhof-Kreuzberg und Tiergarten tätig. Im November 1996 wechselte er zum Landgericht Berlin, wo er mit Ausnahme einer sechsmonatigen Abordnung an das Verwaltungsgericht Berlin im Jahre 2002 zwölf Jahre tätig war. Während seiner Abgeordnetentätigkeit ruhte das Dienstverhältnis als Richter. 2008 wurde er zum Richter am Finanzgericht in Hamburg ernannt. Zum 1. Juli 2013 wechselte er an das Finanzgericht Berlin-Brandenburg.

## Politik
Weinschütz ist Mitglied von Bündnis 90/Die Grünen. Er zählt dort zum linken Flügel.
Bei der Wahl 1999 wurde Weinschütz in das Abgeordnetenhaus von Berlin gewählt. Aufgrund der Stimmenverluste der Grünen bei der Neuwahl 2001 schied er bereits nach zwei Jahren wieder aus dem Parlament aus.